# Natuurpark Sierra Morena de Sevilla

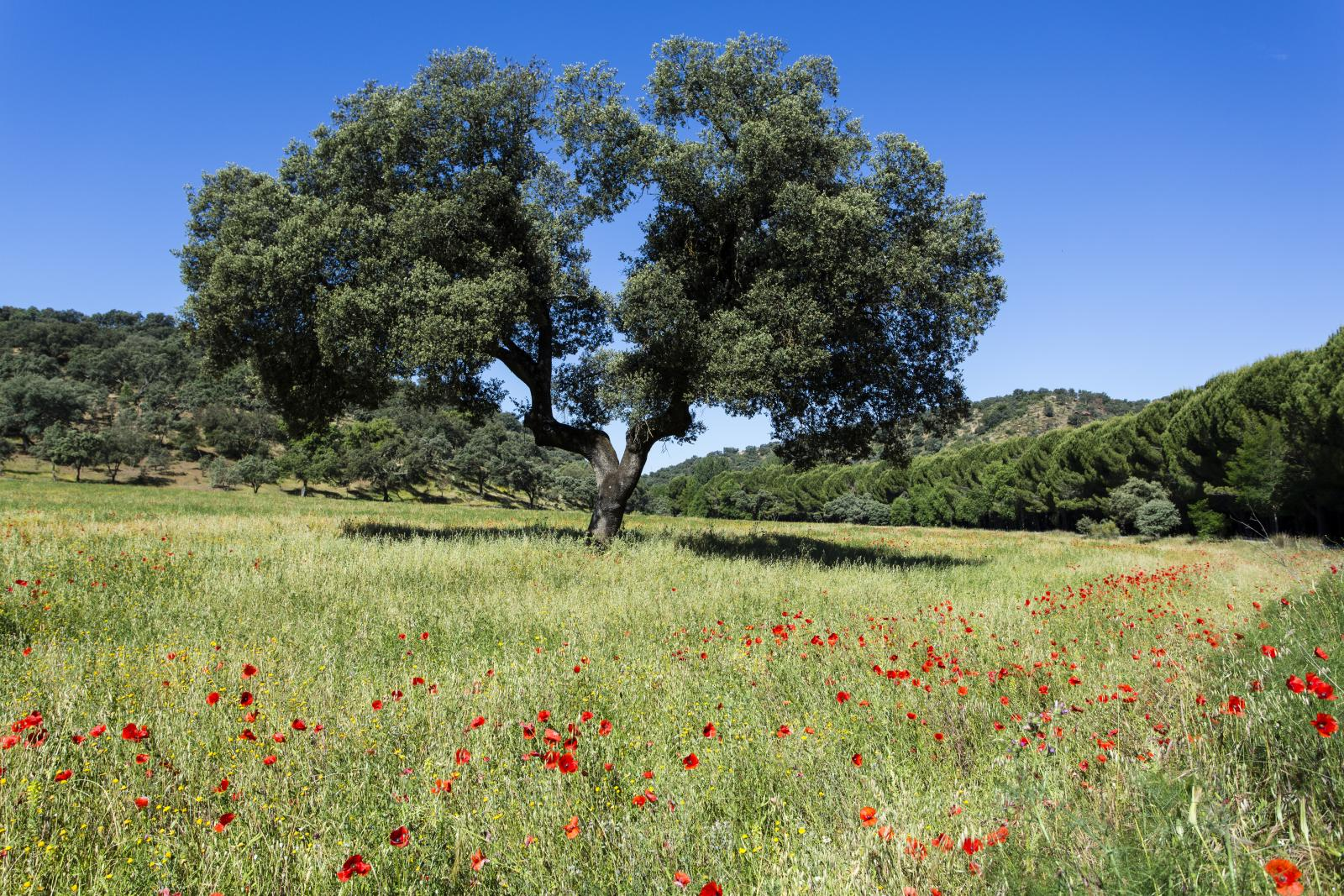

Het Natuurpark Sierra Morena de Sevilla (Spaans: Parque natural Sierra Morena de Sevilla), vroeger Sierra Norte de Sevilla genoemd, is een natuurpark in de Sierra Morena in Andalusië in Spanje. Het natuurpark werd opgericht in 1989 en is 177484 hectare groot. Het park is deel van het Unesco-biosfeerreservaat Dehesas de Sierra Morena. Het natuurpark omvat dehesas met steeneik en kurkeik.